# 각도절단기

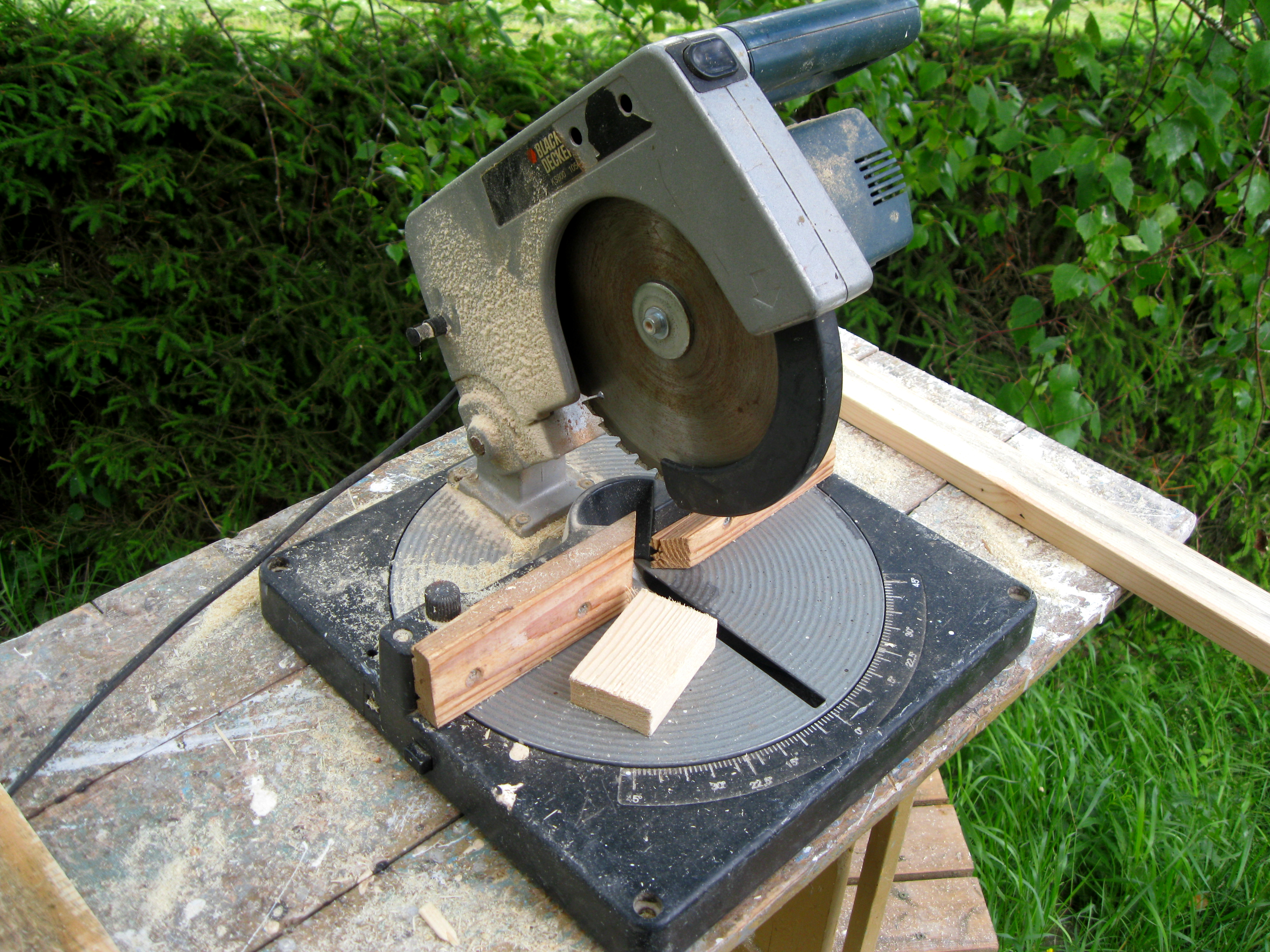

마이터 톱(miter saw, mitre saw) 또는 각도절단기는 장착된 블레이드(blade ,톱날)를 보드에 일체형으로 배치하여 공작물에서 설정하려는 각도에서 정확한 크로스 컷(crosscut) 및 마이터(Miter joint,연귀)를 만드는 데 사용되는 톱이다. 초기 형태의 마이터 톱은 마이터 박스(mitre box)와 백톱(backsaw)으로 구성되었지만 현대 구현에서는 다양한 각도로 배치 할 수 있고 펜스(fence)라고하는 백스톱(backstop)에 배치된 보드 위에 내려 놓을 수 있는 전동 원형 톱(circular saw)으로 구성된다.

## 슬라이딩 각도절단기
현대의 목공에서는 여러 각도에서 뿐만아니라 전후의 깊이에서도 말끔한 절단력을 보장하기 위해 당겨서 미는 슬라이딩(sliding) 방식을 제공함으로써 정밀한 절단력에 공간적으로 절단력이 지속되는 성능을 갖추고있는 슬라이딩 각도절단기도 제풍화되었다.

## 같이 보기
- 테이블 쏘
- 전동 드릴